# Комија
Комија, или званично Република Комија (рус. Республика Коми, ком. Коми Республика) је конститутивни субјект Руске Федерације са статусом аутономне републике у северном делу Русије.
Главни град републике је град Сиктивкар.

## Етимологија
Република је добила име по народу Коми који су, након Руса (са око 65%), други најбројнији народ у овој републици (са око 25%).
Назив народа и Републике вероватно долази од удмуртске речи кам, што значи „велика река”, као што је река Кама. Тако неки етимолози сматрају да се име народа може буквално превести као „људи са велике реке (Кам, тј. Кама)”, а име Комије као „земља људи са велике реке”.

## Географија
Република се граничи са Ненецијом (север), Јамалијом (североисток), Ханти-Мансијом и Свердловском облашћу (исток), Пермском Покрајином (југ), Кировском облашћу (југ, југозапад) и Архангелском облашћу (северозапад).

## Становништво
| 1989.     | 2002.     | 2010.   |
| --------- | --------- | ------- |
| 1,261,024 | 1,018,674 | 901,189 |